# Anton Hein
Anton Hein, Taufname Anton Honus, (* 14. Oktober 1854 in Stauding; † 29. Oktober 1926 in Wien) war ein österreichischer Ingenieur und Architekt.

## Leben
Anton Hein, der 1896 seinen Familiennamen amtlich zu Hein ändern ließ, war der Sohn eines Grundbesitzers aus Mährisch-Schlesien. Er besuchte die Oberrealschule in Troppau und ging anschließend nach Wien, wo er ab dem Studienjahr 1875/76 die Technische Hochschule in Wien besucht hat, wo er bis 1879/80 durchgehend an der Maschinenbauschule inskribiert war. 1884 trat er dem Österreichischen Ingenieur- und Architektenverein bei. 1887 erwarb Hein die Baumeisterkonzession. Von nun an war er als Architekt, Unternehmer und Bauherr tätig, wobei er sich zu einem Spezialisten für den Eisenbetonbau entwickelte. Anton Hein (geb. Honus) starb 1926 im 73. Lebensjahr und wurde auf dem Wiener Zentralfriedhof bestattet. Anton Hein hatte mehrere Töchter und Söhne, von denen sein gleichnamiger Sohn, der gleichfalls Baumeister war, die väterliche Baufirma weiterführte.

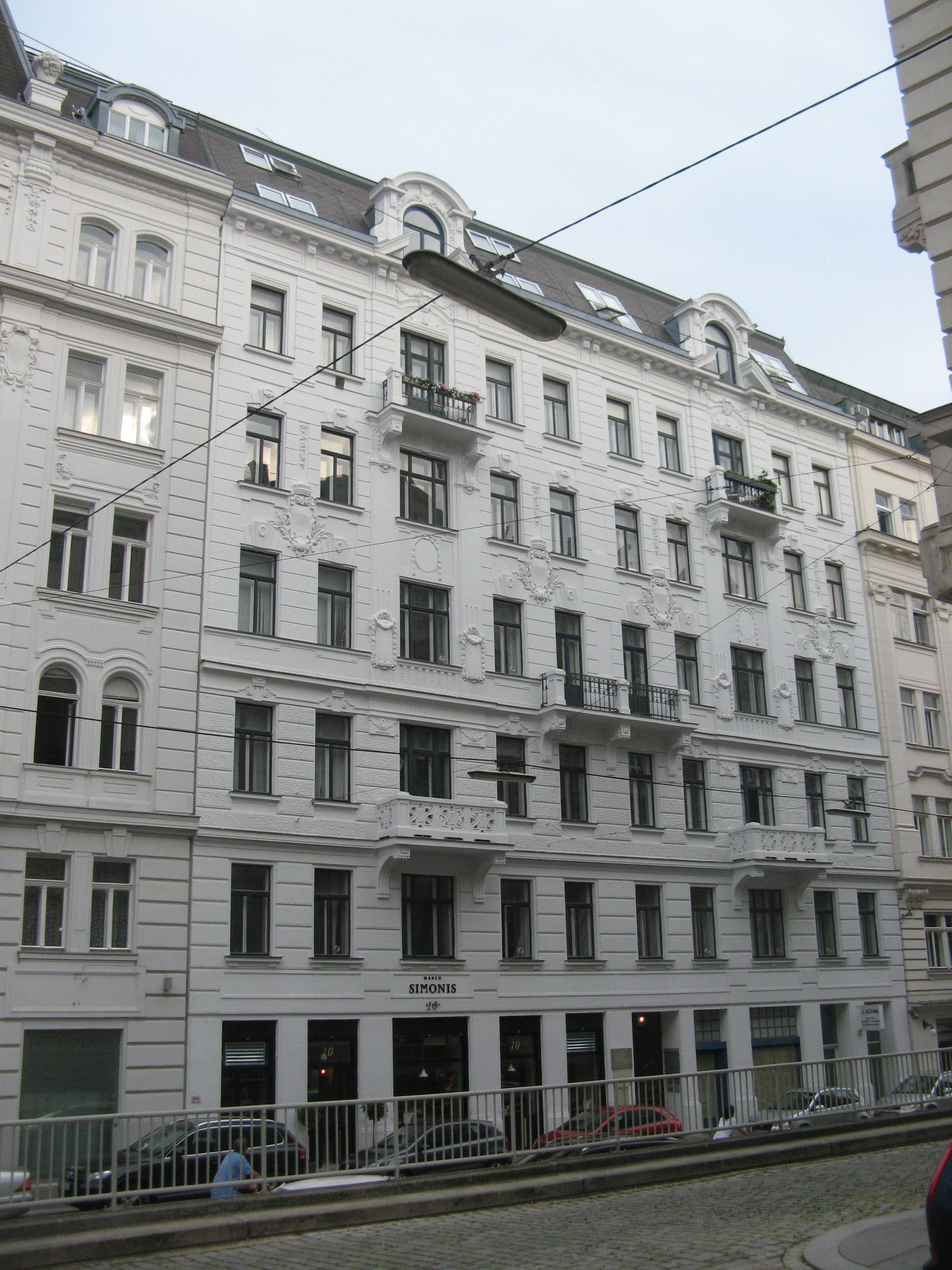
Dominikanerbastei 10 (1907)

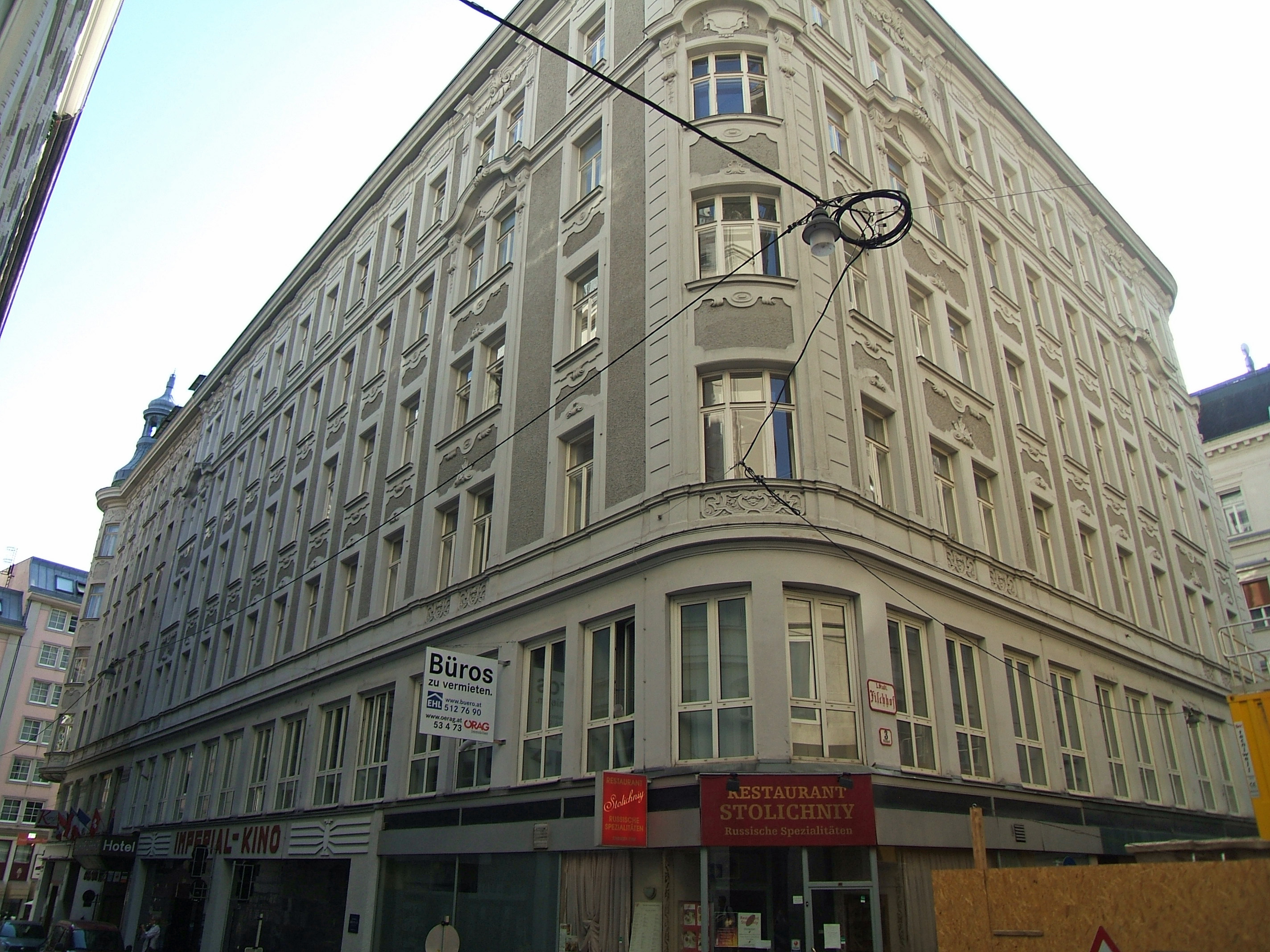
Bauernmarkt 22 (1908)

## Werk
Anton Hein war ein Vertreter des Historismus. Seine neobarocken Wohnbauten besaßen üppig dekorierte Fassaden und entsprachen dem Repräsentationsbedürfnis des Bürgertums. Ab der Jahrhundertwende mischten sich auch secessionistische Motive in den Fassadenschmuck, was dem damaligen Zeitgeschmack entsprach. Erst nach 1910 löste er sich völlig von historistischer Konzeption und Dekoration.
Großes Ansehen besaß Hein durch die Verwendung von Eisenbetonkonstruktionen, die als neu und kühn angesehen wurden. Außer Wohnbauten führte Hein auch große Wagenhallen für die Wiener Straßenbahnen sowie während des Krieges die Barackenspitäler in Meidling und bei der Spinnerin am Kreuz sowie auch in anderen Teilen der Monarchie aus.
- Miethaus, Kolschitzkygasse 30 / Drascheplatz 4, Wien 4 (1898)
- Wohn- und Geschäftshaus, Mariahilfer Straße 89–89a / Otto Bauer-Gasse 28, Wien 6 (1899)
- Hotel „Tyrol“, Königsklostergasse 9–11 / Mariahilfer Straße 15, Wien 6 (1901)
- Miethaus, Große Neugasse 35, Wien 4 (1902)
- Miethaus, Brucknerstraße 8 / Maderstraße 3, Wien 4 (1905), Ausführung, Entwurf Architekt Adalbert Swoboda
- Miethaus, Dapontegasse 13, Wien 3 (1906)
- Miethaus, Dominikanerbastei 10, Wien 1 (1907)
- Wohn- und Geschäftshausgruppe, Bauernmarkt 22 und 24, Wien 1 (1908), unter Denkmalschutz
- Wohn- und Geschäftshausgruppe, Bauernmarkt 19 und 21 / Fleischmarkt 6, Wien 1 (1910–1911)
- Hallenbauten für Betriebsbahnhof Hernals der Gemeinde Wien, Hernalser Hauptstraße 138–138a, Wien 17 (1911), Ausführung, Entwurf Rolf Geyling
- Wohnhäuser des Betriebsbahnhofs Hernals, Richthausenstraße 1–1D, Wien 17 (1912), Ausführung, Entwurf Rolf Geyling
- Miethaus, Schottenfeldgasse 60, Wien 7 (1914)